# Fante (Sprache)
Fante (auch Fanti, Fannti, Odschi und Fante-Twi, in Selbstbezeichnung meist als Mfantse ausgesprochen) ist die Sprache der Fante und wird vor allem in der Central Region von Ghana gesprochen.
Fante gehört zur Gruppe der Akan-Sprachen. Es genießt insbesondere als Sprache des Handels in Ghana ein hohes Sozialprestige, etliche Angehörige benachbarter Kleinsprachen wie z. B. Ahanta sprechen Fante als Zweitsprache. In einem schleichenden Prozess wechseln viele Sprecher dieser weniger bedeutenden und prestigeträchtigen Kleinsprachen zu Fante als Hauptsprache.
Alle Akan-Sprachen werden in lateinischer Schrift geschrieben, wobei diese durch im Afrika-Alphabet enthaltene phonetische Buchstaben angereichert wurde. Die Verschriftlichung der Sprachen erfolgte bereits in der Kolonialzeit.
Die Sprache kennt Zählvorgänge, jedoch keine mathematischen Zusammenhänge. Aus ihr leiten sich die traditionellen Namen ab (z. B. Kofi = geboren an einem Freitag), für einige Begrifflichkeiten gibt es Lehnwörter, beispielsweise aus dem Englischen computer und but.

## Bekannte Fantesprecher

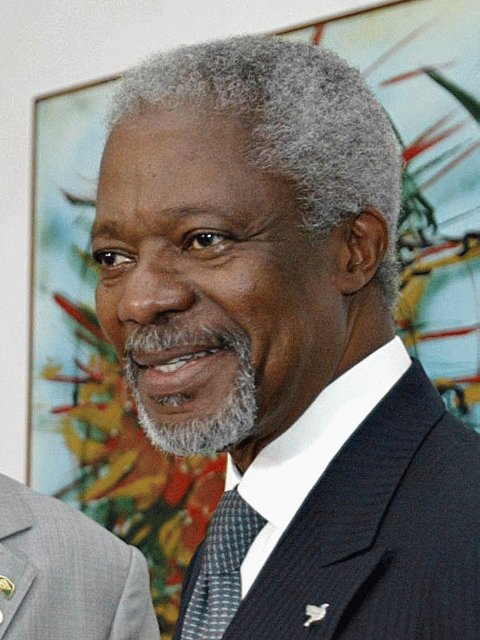
Kofi Annan

- Kofi Annan, ehemaliger UN-Generalsekretär
- Joseph Ephraim Casely Hayford, Schriftsteller
- John Dramani Mahama, ehemaliger Präsident Ghanas
- Quobna Ottobah Cugoano, Schriftsteller
- Ayi Kwei Armah, Schriftsteller
- Peter Turkson, Kurienkardinal